# Salix spathulifolia
Salix spathulifolia — вид квіткових рослин із родини вербових (Salicaceae).

## Морфологічна характеристика
Це кущ. Гілочки коричневі, голі. Листкова ніжка 15 мм; листкова пластинка обернено-яйцювато-довгаста, вузько-обернено-еліптична чи широко-обернено-ланцетна, рідше еліптична, 4–9 × 1.5–2.5(3.5) см, абаксіально бліда чи з нальотом, спочатку ворсинчаста, потім ± гола, адаксіально темно-зелена, у молодому віці ворсиста, потім ± гола, край неправильно-пилчастий, рідко суцільний, верхівка гостра чи різко тупа. Сережки 20–40 × 6–8 мм. Плодоносна сережка до 6.5 см. Коробочка яйцювато-видовжена, сірувато-біло запушена, сидяча чи коротко ніжкова.

## Середовище проживання
Китай [Ганьсу, Цінхай, Шеньсі, пн. Сичуань]. Населяє гірські схили; на висотах 1800–2900 метрів.